# Islam en Asie
 (décembre 2023).
 (mai 2023).
Si vous disposez d'ouvrages ou d'articles de référence ou si vous connaissez des sites web de qualité traitant du thème abordé ici, merci de compléter l'article en donnant les références utiles à sa vérifiabilité et en les liant à la section « Notes et références ».
 (mai 2023).
La mise en forme du texte ne suit pas les recommandations de Wikipédia : il faut le « wikifier ».
Les points d'amélioration suivants sont les cas les plus fréquents. Le détail des points à revoir est peut-être précisé sur la page de discussion.
- Les titres sont pré-formatés par le logiciel. Ils ne sont ni en capitales, ni en gras.
- Le texte ne doit pas être écrit en capitales (les noms de famille non plus), ni en gras, ni en italique, ni en « petit »…
- Le gras n'est utilisé que pour surligner le titre de l'article dans l'introduction, une seule fois.
- L'italique est rarement utilisé : mots en langue étrangère, titres d'œuvres, noms de bateaux, etc.
- Les citations ne sont pas en italique mais en corps de texte normal. Elles sont entourées par des guillemets français : « et ».
- Les listes à puces sont à éviter, des paragraphes rédigés étant largement préférés. Les tableaux sont à réserver à la présentation de données structurées (résultats, etc.).
- Les appels de note de bas de page (petits chiffres en exposant, introduits par l'outil «  Source ») sont à placer entre la fin de phrase et le point final[comme ça].
- Les liens internes (vers d'autres articles de Wikipédia) sont à choisir avec parcimonie. Créez des liens vers des articles approfondissant le sujet. Les termes génériques sans rapport avec le sujet sont à éviter, ainsi que les répétitions de liens vers un même terme.
- Les liens externes sont à placer uniquement dans une section « Liens externes », à la fin de l'article. Ces liens sont à choisir avec parcimonie suivant les règles définies. Si un lien sert de source à l'article, son insertion dans le texte est à faire par les notes de bas de page.
- La présentation des références doit suivre les conventions bibliographiques. Il est recommandé d'utiliser les modèles {{Ouvrage}}, {{Chapitre}}, {{Article}}, {{Lien web}} et/ou {{Bibliographie}}. Le mode d'édition visuel peut mettre en forme automatiquement les références.
- Insérer une infobox (cadre d'informations à droite) n'est pas obligatoire pour parachever la mise en page.

Pour une aide détaillée, merci de consulter Aide:Wikification.
Si vous pensez que ces points ont été résolus, vous pouvez retirer ce bandeau et améliorer la mise en forme d'un autre article.

Empire Arabo-musulman

L'islam en Asie a façonné de manière significative l'histoire et la culture de cette vaste région de ses débuts jusqu'à nos jours. Du VIIe siècle, lorsque l'islam a été introduit pour la première fois sur le continent asiatique, à travers les conquêtes arabes, jusqu'aux multiples expressions contemporaines de la foi islamique, cette religion a joué un rôle central dans la formation des sociétés, des institutions et des identités en Asie.

## Introduction
L'arrivée de l'islam en Asie a débuté au VIIe siècle, marquée par la première grande bataille rangée d'Ajnadayn en Syrie, en 634, entre les forces de l'Empire romain d'Orient et l'armée arabo-musulmane gouvernée alors par le calife Abu Bakr As-Siddîq. Avec l'investiture du second calife, 'Umar Ibn Al-Khattâb, l'empire musulman naissant oriente une partie de ses conquêtes vers l'Irak, la Perse, l'Asie Centrale (Conquête musulmane de la Transoxiane), puis dans le Sind, avec une bataille remportée par le commandant arabe Muhammad ibn al-Qasim, en 711. Le Sind est conquis en 712 mais l'expansion musulmane s'arrête devant le désert du Thar.
Quelques siècles plus tard, la diffusion de l'islam en Asie du Sud-Est se propage en Indonésie, en Malaisie et jusqu'au Philippines, où son impact laissera une empreinte durable. En 2023, l'Indonésie compte 85% de sa population musulmane et 58% en Malaisie.
Au fil du temps, l'islam en Asie a évolué en adoptant des éléments culturels et traditionnels propres à chaque région. Les musulmans asiatiques ont développé des pratiques religieuses et des coutumes qui reflètent leur diversité culturelle, tout en maintenant les principes fondamentaux de l'islam, montrant ainsi la capacité de l'islam à s'adapter aux différentes cultures au fil des siècles.

## Quelques pays musulmans asiatiques
De nombreux pays asiatiques ont une population musulmane significative, et l'islam joue donc un rôle important dans leurs sociétés. Certains d'entre eux  comprennent :
1. Indonésie : L'Indonésie est le pays avec la plus grande population musulmane au monde. L'islam y a été introduit au XIIIe siècle et a depuis joué un rôle central dans la vie culturelle et politique du pays.
2. Pakistan : Le Pakistan est un pays à majorité musulmane, où l'islam est la religion d'État. C'est le plus grand pays musulmans en termes de population musulmane. Les musulmans y sont principalement sunnites, bien que des communautés chiites soient également présentes.

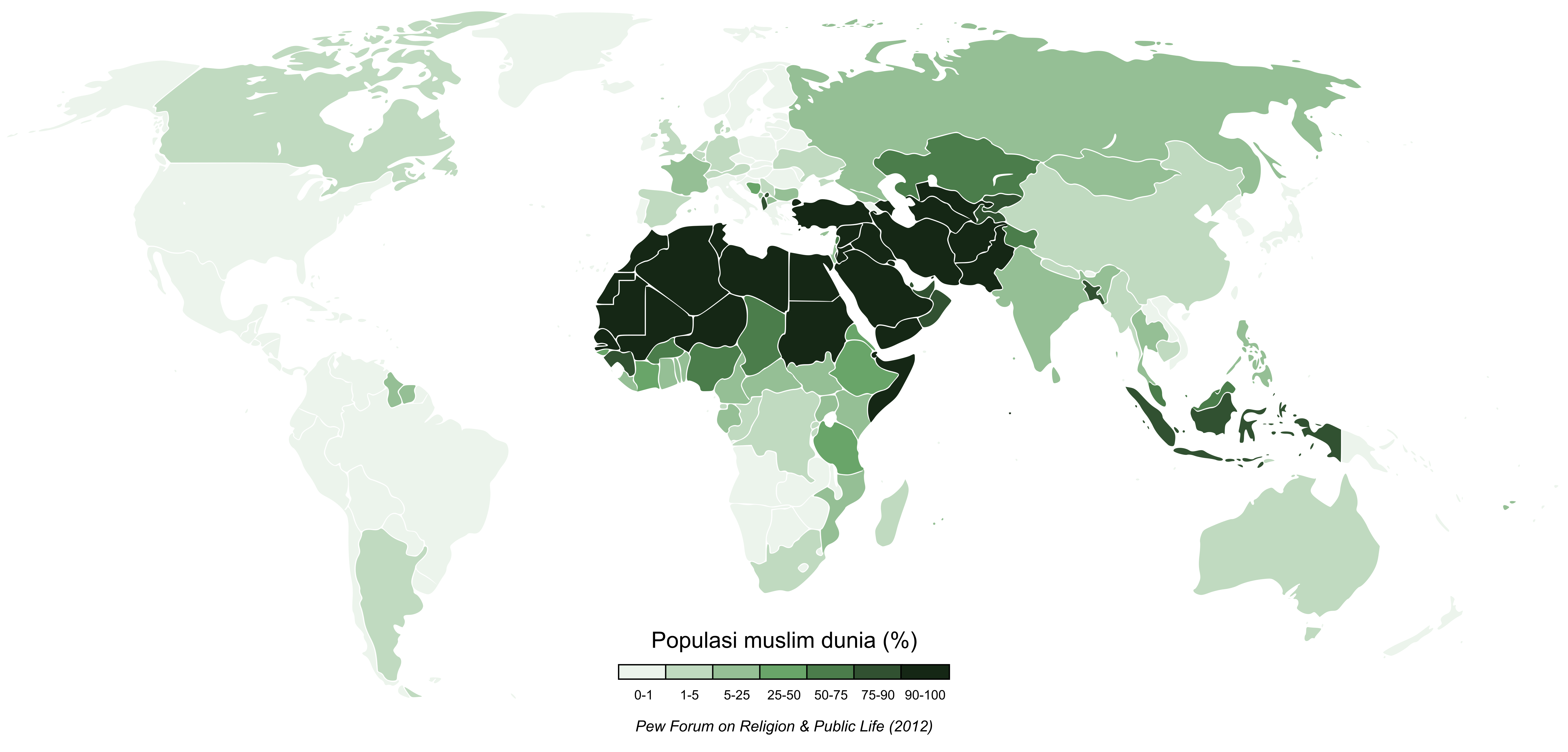
Population musulmane mondiale.

3. Bangladesh : Le Bangladesh a une population musulmane majoritaire, avec l'islam comme religion d'État. Les musulmans bengalis ont une longue histoire et ont contribué de manière significative à la littérature, à la musique et à d'autres formes d'art.
4. Inde: L'Inde abrite l'une des plus grandes populations musulmanes au monde. Les musulmans en Inde représentent une minorité religieuse importante et sont présents dans tout le pays, avec des concentrations significatives dans des régions comme le Cachemire, l'Uttar Pradesh et le Bengale occidental.
5. Turquie : Bien que la Turquie se situe à cheval entre l'Asie et l'Europe, elle a une histoire étroitement liée à l'islam. L'empire ottoman, qui était majoritairement musulman, était centré en Turquie. Aujourd'hui, la Turquie est un pays à majorité musulmane laïque avec une population diversifiée.

## Histoire de l'islam en Asie

### L'islam en Asie du Sud et du Sud-Est

#### Introduction
Les voies commerciales maritimes ont été le seul moyen possible de propagation de l'islam dans cette région. Les navires de commerce arabes et musulmans en contact avec les grands ports d'Asie du Sud et du Sud-Est, ont joué un rôle essentiel dans les échanges culturels et religieux, établissant des liens avec les populations asiatiques avant même le début des conquêtes militaires islamiques.
Le sultanat de Perlak ou Peureulak (en 840) et le sultanat de Pasai (en 1042) sont les premiers royaumes musulmans d'Asie du Sud-Est. Ces habitants se sont convertis à l'islam dès le IXe siècle. Ils se situaient tous deux dans l'actuelle province d'Aceh, en Indonésie.
L'arrivée de l'islam est ainsi principalement le fait de navigateurs musulmans. Son enseignement au sein des sociétés locales est attribuée aux missionnaires persans, de confession musulmane chiite de l'époque (ces chiites des premiers temps de l'islam avaient le même dogme que les sunnites actuelles, ils étaient seulement en désaccord avec eux sur la primauté de la famille du prophète Muhammad sur la gouvernance des musulmans qu'ils considéraient essentielle). 
Historiquement, l'islam d'Asie du Sud-Est était un islam modéré et tolérant se rapprochant du soufisme. Cependant depuis les années 1980, avec l'influence politique et financière de l'Arabie Saoudite dans la région, des courants radicaux et fondamentalistes se rattachant au salafisme et au wahabisme, gagnent une influence grandissante auprès de la population de ces pays, notamment le Brunei, l'Indonésie, la Malaisie.

## Démographie

### Introduction
Les musulmans d'Asie représentent près de 68% du total des musulmans dans le monde, ce qui est considérable sachant qu'on compte au total plus de 2 milliards de musulmans sur terre. 
On remarque une différence importante dans la proportion de musulmans présents parmi les populations des pays du sud et sud-est asiatique dits "continentaux" : le Myanmar (4,4 %), la Thaïlande (5,1 %), le Laos (0 %), le Cambodge (1,8 %), le Vietnam (0,1 %).
Et ceux dits "insulaires" : la Malaisie (58,5 %), l'Indonésie (85 %), les Maldives (71,9 %), Singapour (15,2 %), le Bruneï (78,5 %), les Phillippines (7,67 %, soit 9 millions), le Sri Lanka (9,6 %), à l'exception du Timor-Leste (0,1 %) qui possède une population non représentative d'un million d'habitants. 
* Pays continentaux : 2,57 % de musulmans dans ces pays (population totale de 249 816 831, population musulmane de 6 439 971). 
* Pays insulaires : 58,6 % de musulmans dans ces pays (population totale de 458 061 861, population musulmane de 268 813 438).

## Tableau des populations
Données issues du site internet "World Population Review" pour l'année 2023.
| Pays                | Population musulmane | Population totale | Pourcentage de musulmans | Classement mondial (pop. mus.) | Région           | Intervalles estimés                                                                            |
| ------------------- | -------------------- | ----------------- | ------------------------ | ------------------------------ | ---------------- | ---------------------------------------------------------------------------------------------- |
| Pakistan            | 240 485 658          | 240 485 658       | 100 %                    | 1                              | Asie du Sud      |                                                                                                |
| Indonésie           | 236 000 000          | 277 534 122       | 85 %                     | 2                              | Asie du Sud-Est  |                                                                                                |
| Inde                | 200 000 000          | 1 428 627 663     | 14 %                     | 3                              | Asie du Sud      |                                                                                                |
| Bangladesh          | 150 800 000          | 172 954 319       | 87,2 %                   | 4                              | Asie du Sud      |                                                                                                |
| Turquie             | 81 200 000           | 85 816 199        | 94,6 %                   | 7                              | Asie Occidentale | Population musulmane : 78 000 000 – 84 400 000                                                 |
| Iran                | 82 500 000           | 89 172 767        | 92,5 %                   | 8                              | Asie Occidentale |                                                                                                |
| Chine               | 50 000 000           | 1 425 671 352     | 3,5 %                    | 9                              | Asie de l'Est    | Population musulmane : 6 255 000 – 50 000 000                                                  |
| Irak                | 39 653 447           | 45 504 560        | 87,1 %                   | 11                             | Asie Occidentale | Population musulmane : 38 439 566 – 39 653 447                                                 |
| Afghanistan         | 37 025 000           | 42 239 854        | 87,7 %                   | 13                             | Asie du Sud      |                                                                                                |
| Arabie Saoudite     | 31 535 000           | 36 947 025        | 85,4 %                   | 16                             | Asie Occidentale |                                                                                                |
| Ouzbékistan         | 29 920 000           | 35 163 944        | 85,1 %                   | 17                             | Asie Centrale    |                                                                                                |
| Yémen               | 26 784 498           | 34 449 825        | 77,7 %                   | 18                             | Asie Occidentale |                                                                                                |
| Malaisie            | 20 063 500           | 34 308 525        | 58,5 %                   | 20                             | Asie du Sud-Est  |                                                                                                |
| Russie              | 16 000 000           | 144 444 359       | 11,1 %                   | 24                             | Asie Centrale    | Population musulmane : 14 000 000 - 16 000 000 ; Population totale : 144 350 000 - 146 750 000 |
| Syrie               | 15 000 000           | 23 227 014        | 64,6 %                   | 25                             | Asie Occidentale |                                                                                                |
| Kazakhstan          | 13 158 672           | 19 606 633        | 67,1 %                   | 27                             | Asie Centrale    |                                                                                                |
| Philippines         | 9 000 000            | 117 337 368       | 7,67 %                   | 29                             | Asie du Sud-Est  | Population musulmane : 5 450 000 – 12 000 000                                                  |
| Jordanie            | 10 165 577           | 11 337 052        | 89,7 %                   | 34                             | Asie Occidentale |                                                                                                |
| Azerbaïdjan         | 10 073 758           | 10 412 651        | 96,7 %                   | 35                             | Asie Occidentale |                                                                                                |
| Tadjikistan         | 9 253 000            | 10 143 543        | 91,2 %                   | 36                             | Asie Centrale    |                                                                                                |
| Émirats arabes unis | 6 251 627            | 9 516 871         | 65,7 %                   | 41                             | Asie Occidentale |                                                                                                |
| Kirghizistan        | 5 850 000            | 6 735 347         | 86,9 %                   | 43                             | Asie Centrale    | Population musulmane : 5 200 000 - 5 850 000                                                   |
| Turkménistan        | 5 610 000            | 6 516 100         | 86,1 %                   | 46                             | Asie Centrale    |                                                                                                |
| Palestine           | 4 298 000            | 5 371 230         | 80 %                     | 50                             | Asie Occidentale |                                                                                                |
| Thaïlande           | 3 640 000            | 71 801 279        | 5,1 %                    | 53                             | Asie du Sud-Est  |                                                                                                |
| Liban               | 3 567 211            | 5 353 930         | 66,6 %                   | 54                             | Asie Occidentale |                                                                                                |
| Oman                | 2 427 000            | 4 644 384         | 52,3 %                   | 61                             | Asie Occidentale |                                                                                                |
| Myanmar             | 2 391 767            | 54 577 997        | 4,4 %                    | 62                             | Asie du Sud-Est  |                                                                                                |
| Koweït              | 2 175 684            | 4 310 108         | 50,5 %                   | 64                             | Asie Occidentale |                                                                                                |
| Sri Lanka           | 2 105 000            | 21 893 579        | 9,6 %                    | 66                             | Asie du Sud      |                                                                                                |
| Qatar               | 1 566 786            | 2 716 391         | 57,7 %                   | 71                             | Asie Occidentale |                                                                                                |
| Israël              | 1 516 482            | 9 174 520         | 16,5 %                   | 72                             | Asie Occidentale |                                                                                                |
| Népal               | 1 292 909            | 30 896 590        | 4,2 %                    | 74                             | Asie du Sud      |                                                                                                |
| Bahreïn             | 1 063 239            | 1 485 509         | 71,6 %                   | 77                             | Asie Occidentale |                                                                                                |
| Singapour           | 915 118              | 6 014 723         | 15,2 %                   | 80                             | Asie du Sud-Est  |                                                                                                |
| Géorgie             | 527 091              | 3 728 282         | 14,1 %                   | 93                             | Asie Occidentale |                                                                                                |
| Maldives            | 374 775              | 521 020           | 71,9 %                   | 98                             | Asie du Sud      |                                                                                                |
| Brunei              | 355 045              | 452 524           | 78,5 %                   | 99                             | Asie du Sud-Est  |                                                                                                |
| Cambodge            | 311 044              | 16 944 826        | 1,8 %                    | 102                            | Asie du Sud-Est  |                                                                                                |
| Hong Kong           | 295 746              | 7 491 609         | 3,9 %                    | 103                            | Asie de l'Est    |                                                                                                |
| Chypre              | 275 000              | 1 260 138         | 21,8 %                   | 104                            | Asie Occidentale |                                                                                                |
| Japon               | 185 000              | 123 294 513       | 0,2 %                    | 109                            | Asie de l'Est    |                                                                                                |
| Mongolie            | 150 000              | 3 447 157         | 4,4 %                    | 112                            | Asie de l'Est    |                                                                                                |
| Vietnam             | 96 160               | 98 858 950        | 0,1 %                    | 121                            | Asie du Sud-Est  |                                                                                                |
| Corée du Sud        | 75 000               | 51 784 059        | 0,1 %                    | 126                            | Asie de l'Est    |                                                                                                |
| Taïwan              | 60 000               | 23 923 276        | 0,3 %                    | 131                            | Asie de l'Est    |                                                                                                |
| Corée du Nord       | 3 000                | 26 160 821        | 0 %                      | 158                            | Asie de l'Est    |                                                                                                |
| Bhoutan             | 2 000                | 787 424           | 0,3 %                    | 168                            | Asie du Sud      | Population totale actuelle peut-être plus basse                                                |
| Arménie             | 1 038                | 2 777 970         | 0 %                      | 174                            | Asie Occidentale |                                                                                                |
| Laos                | 1 000                | 7 633 779         | 0 %                      | 178                            | Asie du Sud-Est  |                                                                                                |
| Timor-Leste         | 1 000                | 1 360 596         | 0,1 %                    | 184                            | Asie du Sud-Est  |                                                                                                |
| Macao               | 1 000                | 704 149           | 0,1 %                    | 186                            | Asie de l'Est    |                                                                                                |

```
Totaux :

*  Population asiatique : 4 897 524 084
*  Population asiatique musulmane : 1 356 002 832 
*  Pourcentage d'asiatiques musulmans : 27,7 %
```